# Aleksandar Litvinjenko
Aleksandar Litvinjenko (rus. Александр Вальтерович Литвиненко) (Voronjež, 4. prosinca 1962. - London, 23. studenog 2006.) pripadnik tajne službe, disident.

## Karijera
Nakon mature 1980. godine regrutiran je, te je uznapredovao do čina brigadira. Služi u protuobavještajnim službama KGB-a, a od 1997. godine u odjelu Analize kriminalističkih organizacija. Dana 7. lipnja 1994. pokušan je atentat na milijardera i moćnog Jeljcinovog suradnika Borisa Berezovskog. Vozač automobila Berezovskog je poginuo, ali Berezovski je preživio. Istraga o tom atentatu povjerena je Litvinjenku, tada časniku sigurnosno-obavještajne službe. Iz prve ruke, Litvinjenku je bilo jasno što se događa i na tiskovnoj konferenciji javno je kritizirao vodstvo FSB/KGB-a izjavivši da iza pokušaja atentata stoji upravo ta tajna služba čiji je donedavni šef Vladimir Putin namjeravao postati novi vlastodržac. Prema tvrdnjama krugova oko Litvinjenka, Putin je to namjeravao postići eliminiranjem utjecajnih Rusa i izazivanjem ratnog stanja. Potonje je postignuto podmetanjem eksploziva u stambene blokove uz goleme žrtve. Tako su 9. rujna 1999. godine u ulici Gurjanov poginule 94 osobe, 13. rujna poginulo je 118 ljudi u Kaširskoj Šosi, a u stambenom bloku u Volgodonsku poginulo je 18 ljudi. Za navedene eksplozije optuženi su čečenski separatisti.
Stoga premijer Putin 23. rujna 1999. naređuje bombardiranje Čečenije i pokretanje ofenzive, a 5. listopada 1999. ruska vojska ulazi u Grozni. Dana 31. prosinca 1999.,  ruski predsjednik Boris Jeljcin iznenada podnosi ostavku imenujući Vladimira Putina vršiteljem dužnosti predsjednika Rusije, a 26. ožujka 2000. Putin pobjeđuje na predsjedničkim izborima. Za eksplozije u stambenim blokovima Litvinjenko tvrdi da je podmetnuo FSB/KGB kako bi pribavile opravdanje za invaziju Čečenije i konačno popularnost Putina kao ruskog predsjednika. Litvinjenko je pritvaran i puštan dok sve dok nije iz Ukrajine pobjegao u Tursku, odakle konačno u London,  gdje je zatražio, i u svibnju 2001. dobio azil i državljanstvo. Za njim su legalnim putem došli supruga i sin. Litvinjenko je bio jedan od najvećih prebjega iz ruske Federalne službe sigurnosti i kritičar predsjednika Putina.

## Atentat polonijem 210
Dana 1. studenog 2006. Litvinjenko se naglo razbolio te je početkom mjeseca hospitaliziran u Londonu. Umro je tri tjedna poslije, vjerojatno otrovan radioaktivnim izotopom polonijem 210, koji mu je ubačen u čaj. Njegovu agoniju i smrt budno je pratilo oko javnosti iz dva razloga. Prvi je izgledna upletenost Kremlja i time opravdanost Litvinjenkovih optužbi i povezanost njegova slučaja s ostalim disidentskim likvidacijama, osobito onom Ane Politkovske. Drugi je način na koji je Litvinjenko likvidiran, odnosno radioaktivnost i ugroženost svih koji su bili u kontaktu sa žrtvom. Stoga je pokrenuta opsežna istraga koja je britanske agente dovela u Moskvu, no ondje nisu naišli na suradnju. Nije im dopušteno da razgovaraju s glavnim osumnjičenim, Andrejem Lugovojem koji je i sam završio u bolnici zbog radijacije. Andrej Lugovoj bio je operativac KGB-a/FSB-a, tjelohranitelj bivšeg ruskog premijera Jegora Gajdara, a zatim poduzetnik. Lugovoj je 25. listopada, tjedan dana prije nego što je Litvinjenko otrovan, doputovao u London. Radijacija je otkrivena u avionu kojim je doletio, kao i u hotelu Sheraton u kojem je odsjeo. Dan prije trovanja, 31. listopada, Lugovoj je ponovo došao u London i ponovno su njegov avion i njegov hotel, ovaj put Millenium, kao i Emirates (novi nogometni stadion Arsenala), koji je posjetio, bili pozitivni na radijaciju. Tijekom javne istrage koja je počela u siječnju 2015, potvrđeno je da je Litvinjenko regrutiran od strane MI6 kao doušnik 2003 godine. Litvinjenkova udovica Marina Litvinjenko je navela da je njen suprug surađivao s Britanskim obavještajnim službama MI5 i MI6 radeći kao konzultant. Litvinjenkov otac Valter se u veljači 2012 ispričao za svoj osobni rat protiv ruske vlade, izjavljujući da nije znao da je njegov sin agent Britanske obavještajne agencije.

## Reakcije na atentat
Britanski, kao ni općenito zapadni mediji isprva nisu pokazali interes za ovaj incident, možda radi zaštite Litvinjenka koji je bio strogo čuvan u bolnici. Premda je Litvinjenko od početka studenog bio u bolnici, tek je 18. studenog vijest procurila u javnost. Kasnije, međutim istraga traje još dugo nakon njegove smrti, osobito kad je utvrđeno da je još nekoliko osoba s kojima je bio u bliskim kontaktima ozračeno. Dana 4. ožujka 2007. u gradu Adelphiju (Maryland, SAD) teško je ranjen i Paul Joyal, Litvinjenkov prijatelj i kritičar Kremlja, stručnjak za sigurnosno-obavještajni rad u rusko-američkim odnosima. Nakon opetovanog odbijanja Rusije da izruči osumnjičenog Lugovoja, Britanija je u srpnju 2007. protjerala četvoricu ruskih diplomata. Rusija uzvraća sličnim mjerama optužujući pritom Britaniju za pružanje zaštite Berezovskom. Hrvatski prijevod knjige Sakaćenje Rusije (prevela Gordana Demšer, Znanje, Zagreb 2007.) predstavio je na Interliberu u Zagrebu 2007. koautor knjige, povjesničar dr. Jurij Felštinski. Petrogradski režiser Andrej Njekrasov o cijelom je slučaju snimio dokumentarni film Pobuna: Litvinjenkov slučaj. Film je prikazan u sklopu službenog programa u Cannesu na isti dan kad su Britanci optužili Andreja Lugovoja za Litvinjenkovu smrt.

## Djela
- Sakaćenje Rusije (Blowing up Russia)